# Red Redemption
Red Redemption est un développeur de jeux sérieux basé à Oxford, au Royaume-Uni. Il a produit deux jeux sur le réchauffement climatique : Climate Challenge (en) et Fate of the World. En 2012, Red Redemption a été mis sous séquestre.

## Jeux
Climate Challenge est un jeu par navigateur de 2006 produit en collaboration avec la BBC, l'Environmental Change Institute et l'Université d'Oxford. Le joueur choisit des politiques à mettre en œuvre sur une période de 100 ans en Europe pour réduire les émissions, tout en maintenant l'approvisionnement nécessaire en nourriture, en eau et en énergie.
Fate of the World est un jeu de 2011 pour Microsoft Windows et macOS avec un thème similaire mais une orientation mondiale. Le joueur est chargé d'une organisation internationale fictive gérant des politiques sociales, technologiques et environnementales. Il existe plusieurs scénarios que l'on peut choisir de jouer, avec des objectifs allant de l'amélioration des conditions de vie en Afrique à la prévention d'un changement climatique catastrophique, en passant par son exacerbation,.